# Giorgio Panariello
Giorgio Panariello  né à Florence le 30 septembre 1960 est un humoriste, acteur, scénariste, animateur de télévision et compositeur italien.

## Biographie
Sa famille est originaire de Naples, ses grands-parents étaient de Torre del Greco. Giorgio Panariello est diplômé de l'école hôtelière de Marina di Massa.
Son camarade de classe est le disc-jockey à la radio et présentateur de télévision  Carlo Conti. Ensemble, ils débutent à la radio et dans les salles de Toscane comme Imitateurs. Il obtient rapidement du succès avec une imitation du chanteur Renato Zero.

## Filmographie partielle
- 1998 : Bagnomaria (it)
- 2015 : Uno per tutti de Mimmo Calopresti
- 2016 : Tutti insieme all'improvviso, série télévisée italienne en 52 épisodes de 50 minutes, diffusée du 15 janvier 2016 au 17 février 2016 sur Canale 5[2].